# Густав Хайнзе
Густав Хайнзе (на немски: Gustav Heinse) е артистичното име на Йозеф К. Клайн (Josef K. Klein), австрийски поет и преводач, роден в Кастел Нуово (днес Херцег Нови), Далмация. Десетилетия наред до смъртта си Хайнзе живее и твори в България.

## Житейски път
Густав Хайнзе е син на австрийски офицер, судетски немец, а майка му е италианка. В духа на семейната традиция той трябва да се посвети на офицерска кариера. Момчето се обучава в австрийските военни училища в Санкт Пьолтен, Щрас, Мериш-Вайскирхен (днес
Хранице) и завършва Терезианската военна академия във Винер Нойщат.
През Първата световна война 20-годишният Хайнзе е пратен на италианския фронт. В спомените си той споделя: „Не беше нужно да преживея и четири битки на фронта, за да стигна още на млади години до един пацифистичен мироглед, отхвърлящ войната във всяка нейна форма... Самият аз по природа бях склонен към човеколюбие, така че за мене войната се разкри като най-големият упадък на цивилизацията. Ето защо не е чудно, че в моите литературни интереси се чувствах особено привлечен от кръга на творците Херман Хесе, Рабиндранат Тагор и Ромен Ролан. Светогледът и жизненото поведение на тези забележителни писатели, към които по-късно се добави и Райнер Мария Рилке, и чиито творби четях с въодушевление в кратките спокойни часове в окопа, станаха естествено и мои. Реших да запиша в поетична форма страшните преживявания, които се повтаряха ежедневно и ежечасно и така постепенно да съставя дневник в стихове“.

## Творчество

### Поезия
Някои от стихотворенията на Хайнзе, изпратени от фронта, заедно с различни дописки в проза излизат през 1916 и 1917 година във вестници в Банат. През 1922 г. творби от тази сбирка са отпечатани във Виенското литературно списание „Das Tage-Buch“.
Особено продуктивен за поета е периодът през 1930-те и 1940-те години, когато публикува в София свои оригинални поетически творби: „Der Garten“ (Градината, 1932) и „Der brennende Berg“ (Пламтящата планина, 1937).
Градината е книга, съдържаща изящни стилизирани любовни и пантеистични стихотворения. Тази стихосбирка свидетелства за освобождаването на поета от тематиката на войната и отварянето на душата му към по-светли преживявания. Една критика, публикувана през 1927 г. в списанието „Der Bulgarienwart“, обръща внимание на съвършенството на формата и финеса на изразните средства в тези стихотворения, които според автора напомнят за майсторството на Райнер Мария Рилке. В мемоарите си Густав Хайнзе нарича Рилке „свой учител“. Той съобщава за 2 свои срещи с големия поет през 1922 и 1923 година във Виена (в кафене „Вимер“ и кафене „Захер“). Обстоятелството, че и двамата са се обучавали в едни и същи австрийски военни училища при едни и същи преподаватели е способствало за създаването на контакт помежду им.
Поемата „Пламтящата планина“ е дневник в стихотворна форма и отразява чувствата на автора от преживяното на фронтовата линия през Първата световна война в позиционните сражения на италианския фронт, предимно при Изонцо и Добердо, Монте сан Микеле.
По време на нацисткия и комунистическия режими Хайнзе не публикува собствени стихове. Неговата лирика с интимен и философски характер е неподходяща за целите на пропагандата и постепенно авторът изчезва от полезрението на обществеността за продължителен период от време.
Поетическото творчество на Густав Хайнзе е извикано отново за живот през 1993 г. чрез публикации за поета във вестниците „Демокрация“ и „Литературен форум“. На 5 април 1994 г. в Австрийската библиотека към Софийския университета „Св. Климент Охридски“ литературният критик Атанас Свиленов представя стихосбирката на Хайнзе „Die Grille“ (Щурецът), обнародвана от издателство PIC, Велико Търново с подкрепата на Министерството за просвета и изкуство на Република Австрия и съюза „Културконтакт“. Тя съдържа откъси от цялостното лирическо творчество на поета, фрагменти от поеми, поетически цикли, отделни стихотворения, и намира широк отзвук в пресата.

### Проза
Характерна за прозаическия облик на писателя Густав Ханзе е новелата „Записки на един инвалид“, публикувана на български през 1996 година. Темата на тази творба е съдбата на младото поколение след края на Първата световна война, жестоко белязана от трагедиите на епохата. Главният герой е пианист, който, ранен на фронта, е станал инвалид и е бил изхвърлен в низините на живота.

### Преводи
През 1924 г. Хайнзе е изпратен като фабричен инженер от фирмата „Сименс & Халске“, Виена на работа в София. Тук той създава семейство, заживява с българската култура и продължава литературните си занимания, като се посвещава преди всичко на преводаческа дейност и става един от първите популяризатори на българската художествена литература – лирика и проза – в немскоезичните страни.
През 1937 г. е издадена антологията му „Bulgarische Gesänge“ (Български напеви), съдържаща стихотворения от Христо Ботев, Пенчо Славейков, П. К. Яворов, Теодор Траянов, Николай Лилиев, Димчо Дебелянов, Елисавета Багряна, Никола Фурнаджиев. До края на живота си (1971) Хайнзе превежда българска лирика с амбицията да разшири антологията. Тези преводни творби заедно с преводите на българска художествена проза (разкази от Йовков, Каралийчев) биват публикувани в списания в Германия като „Westermanns Monatshefte“, „Die Literatur“, „Der Türmer“, а също в излизащи на немски език списания и вестници в България като „Der Bulgarienwart“, „Bulgarische Wochenschau“, „Sofioter Nachrichten“.
Една от големите заслуги на Густав Хайнзе за популяризирането на българската художествена литература в немскоезичния свят е неговият превод на романа „Тютюн“ от Димитър Димов (издаден от издателство „Volk und Welt“, Берлин (1957), подписан с гражданското име на преводача Йозеф Клайн. За кратко време преводът претърпява няколко издания.

#### „Български напеви“
Сто и десет години след рождението на Густав Хайнзе поетическото му преводаческо наследство е обединено в един том под общ надслов „Bulgarische Gesänge“ (Български напеви) (2006). В антологичния сборник са включени избрани поеми и балади, възникнали в продължение на едно столетие (1875-1970). На съвременната немскоезична публика сега вече са представени творци на българското слово от Любен Каравелов и Иван Вазов до Валери Петров и Леда Милева. Публикацията е осъществена от издателство PIC Велико Търново под цялостната редакция на Николина Бурнева, доцент във Великотърновския университет „Св. св. Кирил и Методий“.